# The (Original) Church of God
The (Original) Church of God är en pingstkyrka med bakgrund i den amerikanska helgelserörelsen.
1917 lämnade en församling i Chattanooga, Tennessee under ledning av Joseph L Scott, trossamfundet Church of God (Cleveland).
Flera församlingar följde Scott och 1922 registrerades denna rörelse officiellt som The (Original) Church of God, Inc.
Rörelsen har hela tiden haft sitt huvudkvarter i Chattanooga, där har man har ett förlag som bland annat utger kyrkans officiella organ The Messenger.
Läran överensstämmer i huvudsak med moderkyrkan COG och huvuddelen av den amerikanska pingströrelsen i det att man identifierar tre viktiga steg i en kristens liv; frälsningen (omvändelse, rättfärdiggörelse och pånyttfödelse), helgelsen (en andra, ögonblicklig välsignelse som leder till seger över arvssynden) och andedop med tungotal som tecken (den tredje välsignelsen).
Kyrkan erkänner fem sakrament eller "förordningar": troendedop genom nedsänkning, fottvagning, nattvard, tiondegivande och bibliskt styrelseskick. Ordet "Original" i namnet är ett uttryck för att man anser sig värna den ursprungliga läran, både från Apostlagärningarna och 1800-talets väckelserörelse.
1993 hade The (Original) Church of God över 18 000 medlemmar i 70 församlingar, huvudsakligen koncentrerade till de amerikanska delstaterna Tennessee, Alabama, Arkansas, Virginia och West Virginia. Genom missionsinsatser har församlingar även grundats i Filippinerna, Indien, Liberia och Trinidad och Tobago. 